# Pintor de Toledo

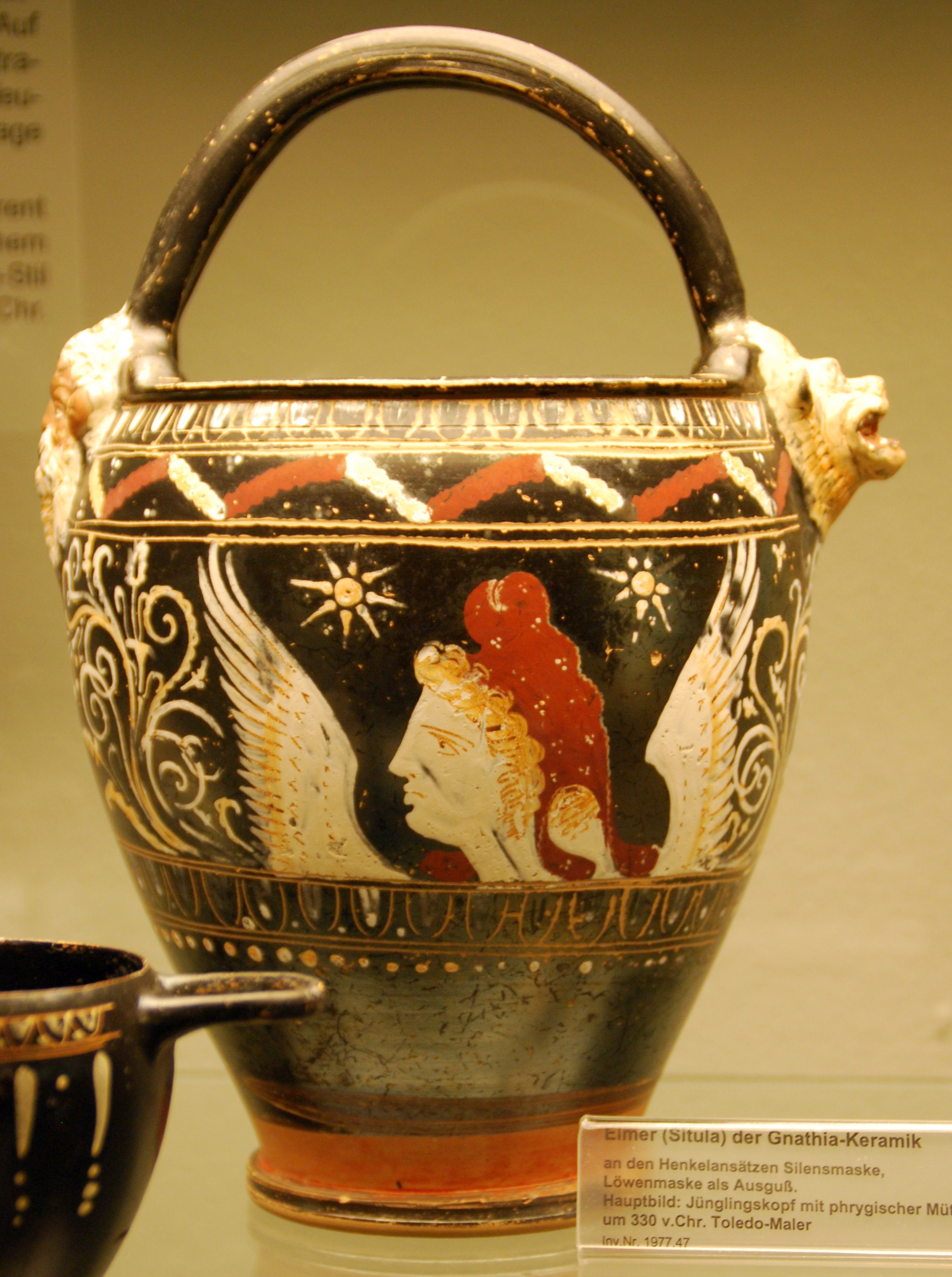
Situla apulia decorada en el estilo de Egnacia por el Pintor de Toledo representa a un joven rubio alado con gorro frigio; el vaso tiene un pico en forma de león.

Pintor de Toledo es el nombre convenido de un pintor de vasos griego de Apulia, activo entre 340 y 325 a. C. aproximadamente.
Hacia el año 330 a. C., en la zona del norte de Apulia (probablemente también en Lucania) se produjo un aumento significativo de la importación de vasos cerámicos decorados con la técnica de pintura de vasos del estilo de Egnacia, y los mercados locales representaron una buena salida para muchos artistas de Tarento, entre los que se encontraba el Pintor de Toledo. El pintor de Toledo (llamado así por J. R. Green en honor del Museo de Arte de Toledo (Ohio), que alberga tres de sus obras, una sítula y dos enócoes, que trabajaba con la técnica de la policromía egnacia, parece ser que estableció un taller en Ruvo di Puglia (en la Apulia central).
La característica principal de su obra, que inicialmente se sitúa en el período tardío del Pintor de rosas, es la compleja decoración vegetal, las cabezas femeninas, a veces aladas, y masculinas relativamente bien representadas con gorro frigio (sus primeras obras fueron más elaboradas). El uso de dos formas de vasos que no se encuentran en la producción tarentina fue notable, a saber, la sítula tipo C (la mayoría de las veces decorada con una cabeza femenina entre motivos vegetales), o una máscara de sátiro  con un pie anular, un cuerpo que asciende ligeramente convexo, con un pico en forma de cabeza de león o sileno, y el vaso enócoe tipo 2, muy popular en la cerámica peucetiana local.